# Эдзиза
Эдзиза (англ. Mount Edziza) — стратовулкан в провинции Британская Колумбия, Канада. Находится в Провинциальном парке Эдзиза.

## История
Официальное название горы Эдзиза-пик закреплено 24 сентября 1945 года на основании геологической съёмки реки Стикин, которая была произведена в 1926 году. 3 декабря 1974 года название изменено на Маунт-Эдзиза с учётом местной топонимики и аэронавигационных карт. На языке талтан атабасков означает «красный песок» (близлежащую местность покрывает красная пыль). Индейцы талтануже 10 000 лет назад использовали местный обсидиан для изготовления орудий труда и оружия. Предметы, сделанные в этом районе, найдены далеко за его пределами, до крайнего северо-запада Британской Колумбии и Аляски.

## География
Достигает высоты 2793 метра. Является частью вулканического комплекса Эдзиза, который покрывает плато Талтан. Находится между вулканами Худу и Левел. Расположен в малозаселённой местности. Ближайший населённый пункт находится к северо-западу Телеграф-Крик.

## Геология
Сложен преимущественно базальтами. Состав остальных горных пород разнообразен, начиная от щёлочных материалов, кончая кислыми магматическими породами. Вершина увенчана вулканическим кратером диаметром 1600 м. На южном склоне образовалась 2-километровая кальдера, которая покрыта льдом. Входит в ледник Тенчо. Вулкан образовался примерно 1 млн — 900 тыс. лет назад.

## Вулканизм
Входит в Северную вулканическую зону Кордильер. Формирование вулкана происходило в несколько этапов:
- На начальном этапе из нескольких вулканических трещин выходили незначительные потоки базальтовых лав. Позже эти потоки объединились и образовали базальтовый щит. Вулкан было сильно эродирован.

- На второй стадии потоки лавы вырывались как минимум из 4 вулканических разломов в направлении север — юг из базальтового щита, который образовался на 1-м этапе. Потоки лав состояли из щёлочных базальтов, которые довольно быстро двигались и покрыли близлежащую местность и плато незначительным слоем лав. Активность сместилась из вулканических разломов в главный кратер вулкана Эдзиза. Завершился этап незначительным взрывным выбросом на поверхность трахитовых пемз, после которого на поверхность вышло большое количество лавы, состоящей из трахитов. Восточный склон горы был разрушен фреатическим взрывом и сильно эродирован.

- Заключительная фаза формирования Эдзизы началась с извержения щёлочных базальтов, которое произошло из конуса, находившегося в северо-западной части вулкана, который дал трещину. Затем последовало стремительное извержение базальтовых лав более чем из 30 вулканических трещин, которых образовались на склонах. Закончилась данная фаза взрывным выбросом риолитовых пемз.

Последнее вулканическое извержение произошло чуть более 1000 лет назад и носило эксплозивный характер с выбросом лав на поверхность. В настоящее время вулканическая деятельность не наблюдается. Вершина вулкана покрыта ледником. Несмотря на это в подлёдной части найдены продукты извержений.

## Туризм и альпинизм
В этом районе нет активного туризма, так как он находится в труднопроходимой местности. Восходить на вершину лучше с проводником, так как путь на неё опасен расщелинами, покрытыми тонким льдом. Требуется специальная альпинистская амуниция, так как путь проходит по 2-х километровой покатой местности, покрытой льдом и снегом. Удобнее всего восхождение начинать с западного склона горы. В августе восхождение из-за упомянутых расщелин наиболее опасно.